# 보성향교
보성향교(寶城鄕校)는 대한민국 전라남도 보성군 보성읍에 있는 향교이다. 1985년 2월 25일 전라남도의 유형문화재 제106호로 지정되었다.

## 개요
향교는 훌륭한 유학자를 제사하고 지방민의 유학교육과 교화를 위하여 나라에서 지은 교육기관이다.
태조 6년(1397)에 지은 보성향교는 임진왜란(1592) 때까지의 내력은 자세히 알 수 없다.『산양지』에 의하면 언제인지 확실하지 않지만 구계동에서 현 위치로 옮겼다가 양청산으로 옮겼다고 전한다. 정유재란(1597) 때 불타 없어지자 선조 35년(1602)에 다시 지금의 위치로 옮겼다고 한다. 순조 32년(1832)에 고쳤으며, 그 이후에 여러 차례 수리가 있었다. 현재 남아있는 건물은 대성전·동무·서무·명륜당·동재·서재 등이 있다.
앞쪽에는 학생들이 공부하던 명륜당을 중심으로 동재·서재 등이 있어 배움의 공간을 이루고 있다. 뒤쪽에는 대성전과 동무·서무가 있어 제사공간을 형성하고 있다. 내삼문을 경계로 배움의 공간과 제사공간이 구분되어 있어 향교의 일반적 배치형태인 전학후묘의 형식을 따르고 있다.
명륜당은 원래 풍화루였으나 자리를 옮겨 명륜당으로 고쳐서 사용하고 있다. 외삼문은 최근에 지은 것이며, 대부분 건물들은 조선 후기 이후에 지은 것이다.
조선시대에는 국가로부터 토지·노비·책 등을 지급 받아서 학생들을 가르쳤으나, 갑오개혁(1894) 이후 교육적 기능은 없어지고, 봄·가을에 제사만 지낸다.

## 참고 자료
- 보성향교 - 국가유산청 국가유산포털